# 香港電影金紫荊獎
香港電影金紫荊獎（英語：Golden Bauhinia Awards）由香港影評人協會於1996年創辦，於2008年宣佈暫停舉辦。
金紫荊獎各個獎項由該會會員討論投票決定。每年還同時評選當年10大華語片和外語片。由於香港電影金紫荊獎跟歷史悠久的香港電影金像獎在投票者和頒獎時間多所重疊，加上經費不足等因素，使金紫荊獎頒獎禮場面冷清，和香港電影金像獎形成強烈對比。
首屆金紫荊獎頒獎禮在無線電視播放，而當年香港電影金像獎的播映權則由亞洲電視奪得，難免存在兩台競爭的政治味道。後由於操作不順、缺乏資金，香港影評人協會曾委託私人公司舉辦金紫荊獎，然而評審制度和透明度不足，第十二屆（2007年）金紫荊獎更在社會引起頗多爭議，香港影評人協會於2008年宣佈暫停舉辦金紫荊獎，此後便一直沒有復辦的消息。

## 獎項
- 最佳影片（第一屆起）
- 最佳導演（第一屆起）
- 最佳編劇（第一屆起）
- 最佳男主角（第一屆起）
- 最佳女主角（第一屆起）
- 最佳男配角（第一屆起）
- 最佳女配角（第一屆起）
- 最佳新演員（第十一屆起）
- 最佳攝影（第一屆起）
- 最佳剪接（第九屆、第十一至十二屆）
- 最佳美術指導（第十一屆起）
- 最佳動作指導（第十二屆）
- 最佳音樂（第十一屆起）
- 最佳電影歌曲（第十一屆起）
- 最佳音響效果（第十一屆起）

## 獲獎名單

### 第一届（1996年）
| 獎項                | 獲獎名單 |
| 第一屆（1996年）    | |
| 最佳影片            | 《女人四十》 |
| 最佳導演            | 許鞍華 《女人四十》 |
| 最佳男主角          | 周星馳 《西游記之仙履奇缘》 喬 宏 《女人四十》 |
| 最佳女主角          | 蕭芳芳 《女人四十》 |
| 最佳男配角          | 錢嘉樂 《烈火戰車》 |
| 最佳女配角          | 莫文蔚 《墮落天使》 |
| 最佳编劇            | 陳文强 《女人四十》 |
| 最佳摄影            | 杜可風 《落墮天使》 |
| 歐米茄最富創意 監製 | 錢昇瑋、鄺文偉 《二月三十》 |
| 終身成就獎          | 石堅 |
| 十大華語片          | 1. 《女人四十》 2. 《天國逆子》 3. 《墮落天使》 4. 《烈火戰車》 5. 《陽光燦爛的日子》 6. 《搖呀搖、搖到外婆橋》 7. 《红番區》 8. 《愛在草原的天空》 9. 《好男好女》 10. 《二嫫》       |
| 十大外語片          | 1. 《低俗小說》 2. 《幕後謊言》 3. 《月黑高飛》 4. 《子彈横飛百老匯》 5. 《太陽神13號》 6. 《這個殺手不太冷》 7. 《麥迪遜之橋》 8. 《七宗罪》 9. 《红潮風暴》 10. 《藍白红三部曲之红》 |

### 第二届（1997年）
| 獎項               | 獲獎名單 |
| 第二届（1997年）   | |
| 最佳影片           | 《甜蜜蜜》 |
| 最佳導演           | 陳可辛 《甜蜜蜜》 |
| 最佳男主角         | 鄭則仕 《三個受傷的警察》 |
| 最佳女主角         | 張曼玉 《甜蜜蜜》 |
| 最佳男配角         | 曾志偉 《甜蜜蜜》 |
| 最佳女配角         | 舒淇 《色情男女》 |
| 最佳编劇           | 岸西 《甜蜜蜜》 |
| 最佳攝影           | 馬楚成 《甜蜜蜜》 |
| 最富創意獎         | 《四面夏娃》 |
| 蒙妮坦最佳造型設計 | 陳裕光 《四面夏娃》 |
| 十年來最佳影片     | 《阿飛正傳》 |
| 終身成就獎         | 張徹 |
| 十大華語片         | 1. 《甜蜜蜜》 2. 《三個受傷的警察》 3. 《冲鋒隊怒火街頭》 4. 《變臉》 5. 《秦頌》 6. 《色情男女》 7. 《虎度門》 8. 《警察故事4之簡單任務》 9. 《天涯海角》 10. 《飛虎》                     |
| 十大外語片         | 1. 《寶貝小豬嘜》 2. 《情書》 3. 《迷幻列車》 4. 《秘密與謊言》 5. 《死囚168小時》 6. 《事先張揚的求愛事件》 7. 《生命中不能承受的煙》 8. 《冰血暴》 9. 《談談情跳跳舞》 10. 《理智與感情》 |

### 第三届（1998年）
| 獎項             | 獲獎名單 |
| 第三届（1998年） | |
| 最佳影片         | 《香港製造》 |
| 最佳導演         | 陳果 《香港製造》 |
| 最佳男主角       | 梁朝偉 《春光乍洩》 |
| 最佳女主角       | 劉嘉玲 《自梳》 |
| 最佳男配角       | 吳鎮宇 《一個字頭的誕生》 |
| 最佳女配角       | 梅艷芳 《半生緣》 |
| 最佳编劇         | 韋家輝、鄒凱光、司徒錦源 《一個字頭的誕生》 |
| 最佳攝影         | 杜可風 《春光乍洩》 |
| 終身成就獎       | 盧敦 |
| 十大華語片       | 1. 《一個字頭的誕生》 2. 《自梳》 3. 《南海十三郎》 4. 《十萬火急》 5. 《黑金》 6. 《香港製造》 7. 《高度戒備》 8. 《宋家皇朝》 9. 《半生缘》 10. 《春光乍洩》                 |
| 十大外語片       | 1. 《天安門》 2. 《鐵達尼號》 3. 《別問我是誰》 4. 《幕後嫌疑犯》 5. 《閃亮的風采》 6. 《奪面雙雄》 7. 《貝隆夫人》 8. 《给我一个爸》 9. 《黑超特警組》 10. 《橄欖樹下的情人》 |

### 第四届（1999年）
| 獎項             | 獲獎名單 |
| 第四届（1999年） | |
| 最佳影片         | 《野獸刑警》 |
| 最佳導演         | 陳嘉上、林超賢 《野獸刑警》 |
| 最佳男主角       | 黄秋生 《野獸刑警》 |
| 最佳女主角       | 吳君如 《古惑仔情義篇之洪興十三妹》 |
| 最佳男配角       | 譚耀文 （《野獸刑警》） |
| 最佳女配角       | 舒淇 （《古惑仔情義篇之洪興十三妹》） |
| 最佳編劇         | 游乃海、周燕孄、司徒锦源 （《非常突然》） |
| 最佳攝影         | 馬楚成 （《玻璃之城》） |
| 終身成就獎       | 胡鵬 |
| 十大華語片       | 1. 《野獸刑警》 2. 《暗花》 3. 《愈快樂愈墮落》 4. 《安娜瑪德蓮娜》 5. 《非常突然》 6. 《玻璃之城》 7. 《真心英雄》 8. 《風雲之雄霸天下》 9. 《一生一台戲》 10. 《我是誰》 |
| 十大外語片       | 1. 《雷霆救兵》 2. 《驕陽似我》 3. 《貓屎先生》 4. 《真人Show》 5. 《光豬六壯士》 6. 《涉谷二十四小時》 7. 《蟲蟲特工隊》 8. 《花火》 9. 《冇數講》 10. 《碧波女賊》       |

### 第五届（2000年）
| 獎項             | 獲獎名單 |
| 第五届（2000年） | |
| 最佳影片         | 《鎗火》 |
| 最佳導演         | 杜琪峰 《鎗火》 |
| 最佳男主角       | 劉青雲 《再見阿郎》 黄秋生 《千言萬語》 |
| 最佳女主角       | 李麗珍 《千言萬語》 |
| 最佳男配角       | 張耀揚 《鎗火》 |
| 最佳女配角       | 羅蘭 《爆裂刑警》 |
| 最佳編劇         | 葉锦鴻 《半支烟》 游乃海 《暗戰》 |
| 最佳攝影         | 鄭兆强 《鎗火》 |
| 終身成就獎       | 鮑方 |
| 十大華語片       | 1. 《半支烟》 2. 《心動》 3. 《鎗火》 4. 《爆裂刑警》 5. 《目露凶光》 6. 《千言萬語》 7. 《星願》 8. 《暗战》 9. 《一個都不能少》 10. 《海上花》                 |
| 十大外語片       | 1. 《盗墓迷城》 2. 《鬼眼》 3. 《狂林戰曲》 4. 《小鞋子》 5. 《鐵道員》 6. 《中央車站》 7. 《野獸良民》 8. 《八月照相館》 9. 《生死諜變》 10. 《一個快樂的傳說》 |

### 第六届（2001年）
| 獎項             | 獲獎名單 |
| 第六届（2001年） | |
| 最佳影片         | 《卧虎藏龍》 |
| 最佳導演         | 李安 《卧虎藏龍》 |
| 最佳男主角       | 劉德華 《阿虎》 |
| 最佳女主角       | 秦海璐 《榴槤飄飄》 |
| 最佳男配角       | 吳鎮宇 《公元2000》 |
| 最佳女配角       | 章子怡 《卧虎藏龍》 |
| 最佳編劇         | 陳果 《榴槤飄飄》 |
| 最佳攝影         | 杜可風、李屏賓 《花樣年華》 |
| 終身成就獎       | 曹達華 |
| 十大華語片       | 1. 《天浴》 2. 《江湖告急》 3. 《朱麗葉與梁山伯》 4. 《我的父親母親》 5. 《阿虎》 6. 《花樣年華》 7. 《孤男寡女》 8. 《卧虎藏龍》 9. 《榴槤飄飄》 10. 《蘇州河》       |
| 十大外語片       | 1. 《論盡我阿媽》 2. 《美麗有罪》 3. 《玩謝麥高維治》 4. 《樂滿夏灣拿》 5. 《總有驕陽》 6. 《天黑黑》 7. 《帝國驕雄》 8. 《御法度》 9. 《奪命煙幕》 10. 《人生交叉剔》 |

### 第七届（2002年）
| 獎項             | 獲獎名單 |
| 第七届（2002年） | |
| 最佳影片         | 《少林足球》 |
| 最佳導演         | 周星馳 《少林足球》 |
| 最佳男主角       | 胡軍 《藍宇》 |
| 最佳女主角       | 張艾嘉 《地久天長》 |
| 最佳男配角       | 黄一飛 《少林足球》 |
| 最佳女配角       | 何超儀 《地久天長》 |
| 最佳編劇         | 谷德昭、彭浩翔 《買兇拍人》 |
| 最佳攝影         | 鍾有添 《游園驚夢》 |
| 終身成就獎       | 王天林 |
| 十大華語片       | 1. 《少林足球》 2. 《麥兜故事》 3. 《遊園驚夢》 4. 《等候董建華發落》 5. 《藍宇》 6. 《全職殺手》 7. 《瘦身男女》 8. 《幽靈人間》 9. 《一一》 10. 《洗澡》                     |
| 十大外語片       | 1. 《天使愛美麗》 2. 《跳出我天地》 3. 《千與千尋》 4. 《路直路彎》 5. 《人工智能》 6. 《史力加》 7. 《快樂到死》 8. 《情陷紅磨坊》 9. 《現代啟示錄2001重生版》 10. 《凶心人》 |

### 第八届（2003年）
| 獎項             | 獲獎名單 |
| 第八届（2003年） | |
| 最佳影片         | 《無間道》 |
| 最佳導演         | 劉偉強、麥兆輝 《無間道》 |
| 最佳男主角       | 梁朝偉 《無間道》 |
| 最佳女主角       | 李心潔 《見鬼》 |
| 最佳男配角       | 黄秋生 《無間道》 |
| 最佳女配角       | 林嘉欣 《男人四十》 |
| 最佳編劇         | 莊文強、麥兆輝 《無間道》 |
| 最佳攝影         | 杜可風 《英雄》 |
| 終身成就獎       | 胡楓 |
| 十大華誥片       | 1. 《無間道》 2. 《英雄》 3. 《男人四十》 4. 《雙曈》 5. 《三更》 6. 《香港有個荷里活》 7. 《小孩不笨》 8. 《大腕》 9. 《見鬼》 10. 《金雞》                                                                 |
| 十大外語片       | 1. 《對她有話兒》 2. 《有你終身美麗》 3. 《黑鷹十五小時》 4. 《我的野蠻女友》 5. 《高斯福大宅謀殺案》 6. 《魔戒首部曲：魔戒現身》 7. 《八美千嬌》 8. 《愛·回家》 9. 《少數派報告》 10. 《JSA安全地帶》 |

### 第九届（2004年）
| 獎項             | 獲獎名單 |
| 第九届（2004年） | |
| 最佳影片         | 《PTU》 |
| 最佳導演         | 杜琪峰 《PTU》 |
| 最佳男主角       | 任達華 《PTU》 |
| 最佳女主角       | 張栢芝 《忘不了》 |
| 最佳男配角       | 林雪 《PTU》 |
| 最佳女配角       | 邵美琪 《PTU》 |
| 最佳編劇         | 游乃海、歐健兒 《PTU》 |
| 最佳攝影         | 黃岳泰 《戀之風景》 |
| 最敬業男演員     | 張學友《金雞2》（特別表彰） |
| 終身成就獎       | 謝賢 |
| 十大華語片       | 1. 《PTU》 2. 《無間道II》 3. 《大隻佬》 4. 《忘不了》 5. 《藍色大門》 6. 《大丈夫》 7. 《無間道III》 8. 《金雞2》 9. 《巴爾扎克與小裁缝》 10. 《盲井》 |
| 十大外語片       | 1. 《鋼琴戰曲》（The Pianist） 2. 《魔戒三部曲:王者再臨》（The Lord of the Ring: The Return of the King） 3. 《海底總動员》（Finding Nemo） 4. 《真愛至上》（Love Actually） 5. 《芝加哥》（Chicago） 6. 《殺死比爾》（Kill Bill） 7. 《此時·此刻》（The Hours） 8. 《魔戒二部曲：雙城奇謀》（The Lord of the Ring: The Two Towers） 9. 《美國黐GUN檔案》（Bowling for Columbine） 10. 《黑客帝國2》（The Matrix: Reloaded） |

### 第十届（2005年）
| 獎項             | 獲獎名單 |
| 第十届（2005年） | |
| 最佳影片         | 《功夫》 |
| 最佳導演         | 爾冬升 《旺角黑夜》 |
| 最佳男主角       | 梁朝偉 《2046》 |
| 最佳女主角       | 劉若英 《天下無賊》 |
| 最佳男配角       | 元華 《功夫》 |
| 最佳女配角       | 白靈 《三更2餃子》 |
| 最佳編劇         | 彭浩翔、黄詠詩 《公主復仇記》 |
| 最佳攝影         | 杜可風 《2046》 |
| 卓越成就獎       | 劉家良 |
| 十大華語片       | 1. 《旺角黑夜》 2. 《新警察故事》 3. 《天下無賊》 4. 《20-30-40》 5. 《2046》 6. 《功夫》 7. 《十面埋伏》 8. 《大事件》 9. 《公主復仇記》 10. 《三更2之餃子》 |
| 十大外語片       | 1. 《迷失東京》 2. 《21克》 3. 《原罪犯》 4. 《大魚奇緣》 5. 《華氏911》 6. 《標殺令2》 7. 《受難曲》 8. 《幸福终點站》 9. 《戲夢巴黎》 10. 《明日之後》      |

### 第十一届（2006年）
| 獎項               | 獲獎名單 |
| 第十一届（2006年） | |
| 最佳影片           | 《黑社會》 |
| 最佳導演           | 陳可辛 《如果·愛》 |
| 最佳男主角         | 任達華 《黑社會》 |
| 最佳女主角         | 周迅 《如果·愛》 |
| 最受歡迎電影獎     | 《如果·愛》 |
| 最受歡迎男主角獎   | 劉德華《童夢奇緣》 |
| 最受歡迎女主角獎   | 李心潔《鬼域》 |
| 最佳男配角         | 黃秋生 《頭文字D》 |
| 最佳女配角         | 毛舜筠 《早熟》 |
| 最佳編劇           | 游乃海、葉天成《黑社會》、阮世生、方晴、羅耀輝《神經俠侶》 |
| 最佳攝影           | 鲍德熹《如果·愛》 |
| 最佳音樂           | 金培達 、高世章《如果·愛》 |
| 最佳美術指導獎     | 奚仲文、黃炳耀《如果·愛》 |
| 最佳音響效果獎     | 曾景祥《頭文字D》 |
| 最佳電影歌曲獎     | 《如果·愛》 |
| 最佳創意電影獎     | 《鬼域》 |
| 最佳新演員獎       | 梁洛施《伊莎貝拉》 |
| 最佳剪接獎         | 黃海《頭文字D》 |
| 卓越成就獎         | 余慕雲 |
| 十大華語片         | 1. 《黑社會》 2. 《如果·愛》 3. 《可可西里》 4. 《殺破狼》 5. 《頭文字D》 6. 《天邊一朵雲》 7. 《七劍》 8. 《A.V.》 9. 《神經俠侶》 10. 《童夢奇缘》 |
| 十大外語片         | 1. 《親切的金子》 2. 《哈爾移動城堡》 3. 《在世界中心呼喚愛》 4. 《布達佩斯之戀》（Gloomy Sunday） 5. 《電車男》 6. 《查理和巧克力工廠》（Charlie and the Chocolate Factory） 7. 《杯酒人生》（Sideways） 8. 《罪惡之城》（Sin City） 9. 《金剛》（King Kong） 10. 《星球大戰前傳III：黑帝君臨》（Star Wars Episode III: Revenge of the Sith） 11. 《藉著雨點說愛你》（いま、会いにゆきます） |

### 第十二届（2007年）
| 獎項               | 獲獎名單 |
| 第十二届（2007年） | |
| 最佳影片           | 《放·逐》、《父子》、《墨攻》 |
| 最佳導演           | 杜琪峰 《放·逐》 |
| 最佳男主角         | 劉青雲 《我要成名》 |
| 最佳女主角         | 鞏俐 《滿城盡帶黃金甲》、 蔡卓妍《戲王之王》 |
| 最受歡迎電影       | 《墨攻》、《父子》 |
| 最受歡迎男主角     | 《墨攻》劉德華 |
| 最受歡迎女主角     | 《戲王之王》蔡卓妍 |
| 最佳男配角         | 吳澋滔 《父子》 |
| 最佳女配角         | 周迅 《夜宴》 |
| 最佳新演員         | 《父子》吳澋滔 |
| 最佳動作指導       | 《龍虎門》甄子丹 |
| 最佳美術指導       | 《夜宴》葉錦添 |
| 最佳剪接           | 《父子》譚家明 |
| 最佳音樂           | 《門徒》金培達 |
| 最佳音響           | 《傷城》曾景祥 |
| 最佳編劇           | 譚家明、田開良 《父子》 |
| 最佳攝影           | 劉偉強、黎耀輝 《傷城》 |
| 最佳電影歌曲       | 我用所有報答愛：〈夜宴〉主唱：張靚穎 ， 作曲：譚盾 ， 填詞：范學宜 ， 編曲：鍾興民 菊花台：《滿城盡帶黃金甲》主唱：周杰倫 ， 作曲：周杰倫 ， 填詞：方文山 ， 編曲：鍾興民       |
| 卓越成就獎         | 狄龍 |
| 最受歡迎學界新演員 | tammy |
| 創意獎             | 《出埃及記》 |
| 年度華語片         | 1. 《黑社會2：以和為貴》 2. 《父子》 3. 《放·逐》 4. 《瘋狂的石頭》 5. 《滿城盡帶黃金甲》 6. 《伊莎貝拉》 7. 《姨媽的後現代生活》 8. 《門徒》 9. 《墨攻》 10. 《三峽好人》      |
| 年度外語片         | 1. 《無間道風雲》 2. 《慕尼黑》 3. 《陽光小小姐》 4. 《英女皇》 5. 《巴黎，我愛你》 6. 《冷血字傳》 7. 《迷失決勝分》 8. 《巴別塔》 9. 《竊聽風暴》 10. 《斷背山》 11. 《浮花》 |